# Granulina (proteína)
La granulina (GRN) es una proteína que, en humanos, está codificada por el gen GRN. Para ser funcional, la granulina debe escindirse de una proteína precursora conocida como progranulina, formada por 593 aminoácidos y con un peso de 68,5 kDa.

## Progranulina
La progranulina (PGRN) es la proteína precursora de la granulina. PGRN es una proteína rica en cisteína formada por 7 monómeros de granulina de unos 6 kDa de peso molecular. Su escisión ocurre en la matriz extracelular o en el lisosoma, gracias a la participación de otras proteínas como la elastasa, la metaloproteasa 3 (MMP-3) y otras metaloproteasas de matriz.
Dentro de sus funciones se incluyen: 
- Regulación del crecimiento celular.
- Regulación de la supervivencia.
- La reparación celular.
- La respuesta inflamatoria.
- Regulación de la actividad lisosomal.
- Regulación de la microglía en el sistema nervioso central (SNC).

## Funciones
Entre las funciones desempeñadas por la granulina se han descrito:
- Es un factor trófico que participa en el desarrollo y la proliferación celular.
- Está implicada en el proceso de inflamación.[2]
- Controla la homeostasis proteica.
- Regula la actividad lisosomal. La granulina es responsable de comprobar que la actividad de las enzimas hidrolíticas residentes en el lisosoma es eficaz y del mantenimiento del pH lisosomal.[8]

## Implicaciones patológicas
El descubrimiento en 2006 de mutaciones en GRN en una población de pacientes con demencia frontotemporal ha estimulado muchas investigaciones para descubrir la función de esta proteína y sus implicaciones patológicas.
La mutación de GRN favorece el acumulo de TDP-43 en las neuronas lo que se relaciona con el desarrollo de la demencia frontotemporal, de esclerosis lateral amiotrófica (ELA) o encefalopatía TDP-43.
Nuevos estudios de GWAS han asociado las variaciones genéticas en GRN con el desarrollo de Alzheimer esporádico o de inicio tardío (LOAD). Se cree que estas variaciones genéticas producen alteraciones en los mecanismos celulares que degradan las proteínas mal plegadas favoreciendo la acumulación del péptido β amiloide mal plegado y su agregación.
La granulina también puede estar implicada en el desarrollo de: 
- Cáncer. Se ha visto una sobreexpresión de progranulina en el cáncer hepático, de mama,[13] de próstata, renal, de vejiga, de tiroides,[14] gliomas, mielomas múltiples, y leiomiosarcomas uterino s[15] ya que estimula la división celular y el crecimiento independiente de anclaje. Además, favorece los procesos de angiogénesis, invasión y metástasis.[16][17] De esta manera, niveles elevados de progranulina se correlacionan con tumores de mayor gravedad, un mayor riesgo de recidiva y quimiorresistencia. Por tanto, es un biomarcador de mucha utilidad.[18][19] Se está desarrollando la inmunoterapia contra esta proteína para el tratamiento de cáncer de mama.[20]
- Aterosclerosis y otras enfermedades metabólicas como la Diabetes Mellitus de tipo 2.[21]